# Associazione Calcio Reggiana 1919
Associazione Calcio Reggiana 1919 es un club de fútbol italiano de la ciudad de Reggio Emilia, en Emilia-Romaña. Es el heredero de los derechos deportivos de la Associazione Calcio Reggiana, fundada en 1919 y refundada en 2005, que desapareció en julio de 2018. El nuevo club, refundado en agosto de 2018 y milita en la Serie B, el segundo nivel de competición del sistema de ligas del fútbol italiano.

## Historia

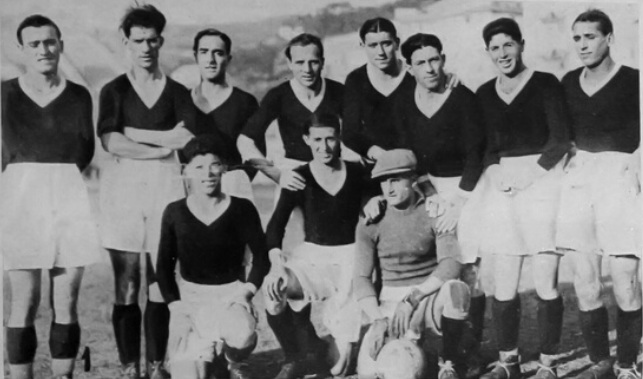
Reggiana en 1928.

Fue fundado en 1919 como Associazione Calcio Reggiana. Su última participación en la Serie A data de 1997. En 2005 fue refundado con el nombre Reggio Emilia Football Club pero poco después del comienzo de la temporada 2005-06 volvió a cambiar su nombre al actual Associazione Calcio Reggiana 1919. Fue declarado en bancarrota el 17 de julio de 2018, y en agosto de ese mismo año fue refundado como Reggio Audace Football Club. Desde julio de 2020, la institución se llama Associazione Calcio Reggiana 1919.

## Jugadores

### Futbolistas históricos
- Luca Bucci (1992-93)
- Paulo Futre (1994-1995)
- Luigi De Agostini (1993-95)
- Cláudio Taffarel (1993-95)
- Cristiano Zanetti (1997-98)
- Obafemi Martins (2001-02)

## Palmarés

### Torneos nacionales
- Serie C (5): 1939-40, 1957-58, 1963-64, 1970-71 y 2022-23